# Stephen Greenblatt
Stephen Jay Greenblatt (7 de noviembre de 1943) es un historiador literario, y autor estadounidense. Es el titular de la Cátedra John Cogan de la Universidad de Humanidades en la Universidad de Harvard. Es el editor general de The Norton Shakespeare (2015) y el editor general y colaborador de la Antología Norton de la Literatura inglesa.
Greenblatt es uno de los fundadores del Nuevo Historicismo, un conjunto de prácticas críticas a las que a menudo se refiere como "poéticas culturales"; sus trabajos han sido influyentes desde principios de la década de 1980 cuando introdujo el término. Greenblatt ha escrito y editado numerosos libros y artículos relacionados con el New Historicism, el estudio de la cultura, los estudios del Renacimiento y los estudios de Shakespeare, y se lo considera un experto en estos campos. También es cofundador de la revista literaria y cultural Representations, que a menudo publica artículos de nuevos historicistas. Su obra más popular es Will in the World, una biografía de Shakespeare que estuvo en la lista de Best Sellers del New York Times durante nueve semanas. Ganó el Premio Pulitzer de No ficción general en 2012 y el Premio Nacional de Libros de No Ficción en 2011 por El Viraje: Cómo el mundo se hizo moderno.

## Vida y carrera
Greenblatt nació en Boston y creció en Newton, Massachusetts. Después de graduarse en la Newton North High School, fue educado en la Universidad de Yale (BA 1964, PhD 1969) y el Pembroke College, Cambridge (MPhil 1966). Greenblatt ha enseñado desde entonces en la Universidad de California, Berkeley y la Universidad de Harvard. Fue profesor ayudante desde 1972 en Berkeley (se convirtió en profesor titular en 1980) y enseñó allí durante 28 años antes de tomar un puesto en la Universidad de Harvard. Fue nombrado titular de la Cátedra John Cogan de Humanidades de la Universidad en 2000. Greenblatt es considerado "una figura clave en el cambio de la poesía literaria a cultural y de la interpretación textual a contextual en los departamentos de inglés de Estados Unidos en los años 80 y 90".
Greenblatt ha sido colaborador a largo plazo de la Wissenschaftskolleg de Berlín. Como profesor visitante y conferenciante, Greenblatt ha enseñado en instituciones tales como la École des Hautes Études de París, la Universidad de Florencia, la Universidad de Kioto, la Universidad de Oxford y la Universidad de Pekín. Fue miembro residente de la Academia Estadounidense de Roma, y miembro de la Academia Estadounidense de las Artes y las Ciencias, la Sociedad Filosófica Americana y la Academia Estadounidense de Artes y Letras. También ha sido presidente de Modern Language.

## Familia
Greenblatt se autoidentifica como un judío de Europa del Este, un Ashkenazi y un Lituano. Sus abuelos judíos nacieron en Lituania; sus abuelos paternos eran de Kaunas y sus abuelos maternos eran de Vilna. Los abuelos de Greenblatt emigraron a los Estados Unidos a principios de la década de 1890 con el fin de escapar de un plan de rusificación zarista para reclutar jóvenes judíos en el ejército ruso.
Greenblatt estuvo casado con Ellen Schmidt de 1969 a 1996; tienen dos hijos (Joshua, abogado y Aaron, médico). En 1998, se casó con su compañera académica Ramie Targoff, también una experta en el Renacimiento y profesora en la Universidad de Brandeis, a quien describió como su alma gemela y tienen un hijo llamado Harry.

## Obra
Greenblatt ha escrito extensamente sobre Shakespeare, el Renacimiento, la cultura y el Nuevo Historicismo (al que a menudo se refiere como "poética cultural"). Gran parte de su trabajo ha sido "parte de un proyecto colectivo", como su trabajo como coeditor de la revista cultural y literaria con sede en Berkeley Representations (que cofundó en 1983), como editor de publicaciones como la Antología Norton de literatura inglesa, y como coautor de libros como Practising New Historicism (2000), que escribió con Catherine Gallagher. Greenblatt también ha escrito sobre temas como viajes por Laos y China, contar historias y milagros.
La colaboración de Greenblatt con Charles L. Mee, titulada Cardenio, se estrenó el 8 de mayo de 2008 en el American Repertory Theatre en Cambridge, Massachusetts. Si bien la respuesta crítica a Cardenio fue mixta, las audiencias respondieron positivamente. El American Repertory Theatre ha publicado respuestas de la audiencia en el blog de la organización. Cardenio ha sido adaptado para su representación en diez países, con producciones internacionales adicionales planificadas. 

### Nuevo historicismo
Greenblatt utilizó por primera vez el término "Nuevo historicismo" en su introducción de 1982 al Poder de las formas en el Renacimiento inglés, donde utiliza la "amarga reacción de la reina Isabel I al reestreno de Ricardo II de Shakespeare en vísperas de la rebelión de Essex" para ilustrar el " permeabilidad mutua de lo literario y lo histórico ". Muchos consideran que el Nuevo historicismo influyó en "todos los períodos tradicionales de la historia literaria inglesa". Algunos críticos han acusado que es "antitético al valor literario y estético, que reduce lo histórico a lo literario o lo literario a lo histórico, que niega la iniciativa humana y la creatividad, que de alguna manera pretende subvertir la política de lo cultural y la teoría crítica [y] que eso es antiteórico ". Los estudiosos han observado que el Nuevo Historicismo no es, de hecho, "ni nuevo ni histórico". Otros elogian el New Historicism como "una colección de prácticas" empleadas por los críticos para obtener una comprensión más completa de la literatura al considerarla en un contexto histórico mientras tratan a la historia misma como "históricamente contingente al presente en el que está construida".
Como afirma el estudioso de Shakespeare Jonathan Bate, el enfoque del Nuevo Historicismo ha sido "El estilo de crítica más influyente en los últimos 25 años, con su visión de que las creaciones literarias son formaciones culturales formadas por 'la circulación de la energía social'". Cuando se le dijo que varios anuncios de trabajo en los Estados Unidos solicitaban respuestas de expertos en New Historicism, recordó haber pensado: "Tienes que estar bromeando. ¡Sabes que fue algo que inventamos!" Empecé a ver que había consecuencias institucionales para lo que parecía un término no muy profundamente pensado ".
También dijo que "mi interés profundo y permanente está en la relación entre literatura e historia, el proceso a través del cual ciertas obras de arte excepcionales se integran a la vez en un mundo de vida altamente específico y parecen liberarse de ese mundo de vida. Me sorprende constantemente la extrañeza de las obras de lectura que parecen dirigidas, personal e íntimamente, para mí, y sin embargo fueron escritas por personas que se desmoronaron hace mucho tiempo ".
Los trabajos de Greenblatt sobre New Historicism y "poéticas culturales" incluyen Practising New Historicism (2000) (con Catherine Gallagher), en el que Greenblatt discute cómo "la anécdota ... aparece como el 'toque de lo real'" y Towards a Poetics of Culture (1987), en el que Greenblatt afirma que la cuestión de "cómo el arte y la sociedad están interrelacionados", como plantean Jean-François Lyotard y Fredric Jameson, "no puede responderse apelando a una sola postura teórica". Renaissance Self-Fashioning y la introducción al Norton Shakespeare son considerados como buenos ejemplos de la aplicación de Greenblatt de nuevas prácticas historicistas.

### Estudios sobre Shakespeare y el Renacimiento
"Creo que nada viene de nada, ni siquiera en Shakespeare. Quería saber de dónde sacó los temas con los que estaba trabajando y qué hizo con esos argumentos".
Greenblatt afirma en "Double-Fiction" de King Lear y Harsnett "que la autoconciencia de Shakespeare está significativamente relacionada con las instituciones y la simbología de poder que anatomiza". Su trabajo sobre Shakespeare se ha ocupado de temas como los fantasmas, el purgatorio, la ansiedad, los exorcistas y la venganza. También es editor general del Norton Shakespeare.
El Nuevo historicismo de Greenblatt se opone a las formas en que New Criticism consigna textos "a un ámbito estético autónomo que [disocia] la escritura renacentista de otras formas de producción cultural" y la noción historicista de que los textos del Renacimiento reflejan "una visión coherente del mundo sostenida por un toda la población, "afirmando en cambio" que los críticos que [desean] comprender la escritura de los siglos XVI y XVII deben delinear las formas en que los textos que ellos estudian están vinculados a la red de instituciones, prácticas y creencias que constituyen la cultura renacentista en su totalidad ". El trabajo de Greenblatt en Renaissance Studies incluye Renaissance Self-Fashioning (1980), que "tuvo un impacto transformador en los estudios renacentistas".

### Antología Norton de literatura inglesa
Greenblatt se unió a M. H. Abrams como editor general de The Norton Anthology of English Literature, publicado por W. W. Norton durante la década de 1990. También es coeditor de la sección de antología sobre literatura del Renacimiento y del editor general del Norton Shakespeare, "actualmente su obra de pedagogía pública más influyente".

## Honores
- 1964-66: Beca Fulbright
- 1975:  Beca Guggenheim
- 1983: Beca Guggenheim
- 1989: Premio James Russell Lowell de la Asociación de lenguas Modernas (Shakespeare Negociations)
- 2002: Honorario D. Litt., Queen Mary College, Universidad de Londres
- 2002: Premio del Instituto Erasmus
- 2002: Premio Mellon Insigne Humanista
- 2005: William Shakespeare Premio de Teatro Clásico, El Teatro de Shakespeare, Washington D. C.
- 2006: Doctor honoris causa de la Universidad de Bucarest, Rumania
- 2010: Medalla De La Cruz Wilbur, de la Universidad De Yale
- 2011: Premio Nacional del Libro de no ficción, El Viraje: de Cómo el Mundo se Convirtió en Moderno
- 2011: Premio James Russell Lowell de la Asociación de lenguas Modernas, El Viraje: de Cómo el Mundo se Convirtió en Moderno
- 2012: Premio Pulitzer General de la No-Ficción, El Viraje: de Cómo el Mundo se Convirtió en Moderno
- 2016: Honorario Tel. D. en las Artes Visuales: Filosofía, Estética y Teoría del Arte, del Instituto para Estudios de Doctorado en Artes Visuales
- 2016 Premio Holberg por destacados logros académicos para el trabajo en artes, humanidades, ciencias sociales, derecho o teología

## Conferencias
- Clarendon Lectures, University of Oxford (1988)
- Carpenter Lectures, University of Chicago (1988)
- Adorno Lectures, Goethe University Frankfurt (2006)
- Campbell Lectures, Rice University (2008)
- Sigmund H Danziger Jr Lecture, University of Chicago (2015)
- Rosamond Gifford Lecture Series, Syracuse, New York (2015)
- Mosse Lecture Series, Humboldt University (2015)
- Humanitas Visiting Professorship in Museums, Galleries and Libraries, University of Oxford (2015)

## Publicaciones

### Libros
- Greenblatt, Stephen (1965). Three Modern Satirists: Waugh, Orwell, and Huxley. New Haven: Yale University Press. ISBN 978-0-300-00508-0.
- Greenblatt, Stephen (1973). Sir Walter Ralegh: The Renaissance Man and His Roles. New Haven: Yale University Press. ISBN 978-0-300-01634-5.
- Greenblatt, Stephen (2005). Renaissance Self-Fashioning: From More to Shakespeare. Chicago: University of Chicago Press. ISBN 978-0-226-30659-9.
- Greenblatt, Stephen (1989). Shakespearean Negotiations: The Circulation of Social Energy in Renaissance England. Berkeley: University of California Press. ISBN 978-0-520-06160-6.
- Greenblatt, Stephen (2007). Learning to Curse: Essays in Early Modern Culture. London: Harvard University Press. ISBN 978-0-415-77160-3.
- Greenblatt, Stephen (1992). Marvelous Possessions: The Wonder of the New World. Chicago: University of Chicago Press. ISBN 978-0-226-30652-0.
- Stephen Greenblatt, ed. (1992). Redrawing the Boundaries: The Transformation of English and American Literary Studies. New York: Modern Language Association of America. ISBN 978-0-87352-396-7.
- Greenblatt, Stephen, ed. (2008). The Norton Shakespeare (2nd edición). New York: W. W. Norton. ISBN 978-0-393-92991-1.
- Greenblatt, Stephen; Gallagher, Catherine (2001). Practicing New Historicism. Chicago: University of Chicago Press. ISBN 978-0-226-27935-0.
- Greenblatt, Stephen (2002). Hamlet in Purgatory. Princeton: Princeton University Press. ISBN 978-0-691-10257-3.
- Greenblatt, Stephen (2005). Will in the World: How Shakespeare Became Shakespeare. New York: W. W. Norton. ISBN 978-0-393-32737-3.
- Greenblatt, Stephen (2005). The Greenblatt Reader. Hoboken: Wiley-Blackwell. ISBN 978-1-4051-1566-7.
- Greenblatt, Stephen (2010). Shakespeare's Freedom. Chicago: University of Chicago Press. ISBN 978-0-226-30667-4.
- Greenblatt, Stephen (2011). The Swerve: How the World Became Modern. New York: W. W. Norton. ISBN 978-0-393-06447-6.
- Greenblatt, Stephen (2017). The Rise and Fall of Adam and Eve. New York: W. W. Norton. ISBN 978-0-393-24080-1.

En español
- 2012 - El giro: de cómo un manuscrito olvidado contribuyó a crear el mundo moderno, Editorial Crítica, 2012, ISBN 9788498924121.
- 2018 - Ascenso y caída de Adán y Eva, Crítica, 2018.

### Ensayo
- Greenblatt, Stephen (2 de abril de 2015). «Shakespeare in Tehran». The New York Review of Books. Consultado el 9 de octubre de 2016.